# Île Cara
 (décembre 2023).
Si vous disposez d'ouvrages ou d'articles de référence ou si vous connaissez des sites web de qualité traitant du thème abordé ici, merci de compléter l'article en donnant les références utiles à sa vérifiabilité et en les liant à la section « Notes et références ».
Pour les articles homonymes, voir Cara.
L'île Cara, en anglais Cara Island, en gaélique écossais Cara, est une petite île inhabitée du Royaume-Uni située sur la côte ouest du Kintyre, en Écosse.

## Géographie
Cara est situé à un kilomètre au sud de Gigha. Le meilleur point depuis le continent pour observer l'île est situé sur la plage opposée à la Beachmenach Farm, environ à mi-chemin entre les villages de Tayinloan et Muasdale.

## Histoire
En langue gaélique, Cara  signifie « la plus chère » ou « la plus précieuse ». De plus, Cara est un nom féminin chez les locaux et en Écosse en général.
L'île n'a pas été habitée de façon permanente depuis les années 1940 bien qu'une maison soit utilisée comme maison de vacances par un avocat de Glasgow.
Le paquebot Aska coula le 22 septembre 1940 à cause de rochers au nord-ouest de l'île après avoir échappé aux bombardiers allemands.

## Faune et flore
Cara est connue pour son troupeau de chèvres sauvages bien que peu d'entre elles restent sur l'île.
Dans la culture populaire, Cara est également célèbre pour être le lieu de résidence du brownie. Un rocher situé à l'extrême sud de l'île est connu comme étant la « Chaise du brownie ». Selon la légende, si un individu s'assoit sur le rocher, le brownie vient pour l'attraper.